# Marzahn-Hellersdorf
Marzahn-Hellersdorf – dziesiąty okręg administracyjny (Bezirk) Berlina, położony we wschodniej części miasta. 

## Położenie
Okręg położony jest we wschodnim Berlinie i graniczy z dzielnicami Lichtenberg oraz Treptow-Köpenick, a na północy i wschodzie z krajem związkowym Brandenburgia i powiatami Barnim oraz Märkisch-Oderland.
Na terenie okręgu znajduje się ogród botaniczny Gärten der Welt (Ogrody świata) oraz Pałac Biesdorf.

## Podział administracyjny
Okręg administracyjny składa się obecnie z pięciu dzielnic i powstał w 2001 z połączenia dwóch okręgów administracyjnych Berlina Wschodniego: Marzahn i Hellersdorfu. 
Dzielnice Hellersdorf, Kaulsdorf i Mahlsdorf tworzyły w latach 1986–2001 osobną dzielnicę – Hellersdorf. Dzielnice Biesdorf i Marzahn natomiast dzielnicę – Marzahn. Złożona była z ziem dawnej wsi Marzahn i północnych części ziem Friedrichsfelde.
| Dzielnica                                                                 | Powierzchnia w km² | Liczba mieszkańców (30.06.2016) | Mieszkańców na km² | Położenie |
| ------------------------------------------------------------------------- | ------------------ | ------------------------------- | ------------------ | --------- |
| 1001 Marzahn - Marzahn-Nord - Marzahn-Mitte - Marzahn-Süd                 | 19,54              | 109 543                         | 5 606              |           |
| 1002 Biesdorf - Biesdorf-Nord - Biesdorf-Süd                              | 12,44              | 26 312                          | 2 115              |           |
| 1003 Kaulsdorf - Kaulsdorf-Nord - Kaulsdorf-Süd                           | 8,81               | 18 921                          | 2 148              |           |
| 1004 Mahlsdorf - Mahlsdorf-Nord - Mahlsdorf-Süd                           | 12,94              | 27 945                          | 2 160              |           |
| 1005 Hellersdorf - Hellersdorf-Nord - Hellersdorf-Mitte - Hellersdorf-Süd | 8,10               | 79 233                          | 9782               |           |

## Historia

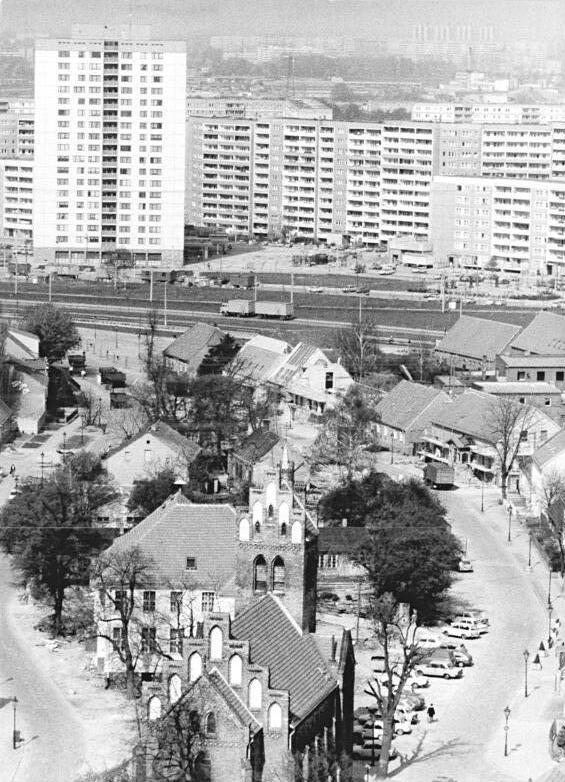
Stara wieś Marzahn z nową zabudową wielorodzinną w roku 1989

Wszystkie pięć dzielnic z których powstał okręg administracyjny, wywodzą się pierwotnie z byłego powiatu Niederbarnim i zostały w 1920 włączone do tworzonego podówczas Wielkiego Berlina (niem. Groß-Berlin). Wspólnie z dzielnicami Lichtenberg i Friedrichsfelde tworzyły do 1979 roku okręg administracyjny Lichtenberg. Z powodu wznoszenia nowego budownictwa wielkopłytowego w latach siedemdziesiątych, rozrosła się bardzo przede wszystkim dzielnica Marzahn, dlatego też w 1979 roku podjęto decyzję o utworzeniu okręgu administracyjnego Marzahn z pięciu dzisiejszych dzielnic.
W kolejnych latach dalsza rozbudowa budownictwa wielorodzinnego, szczególnie w dzielnicach Hellersdorf i Kaulsdorf pociągnęła za sobą dalszy szybki wzrost liczby mieszkańców w tych dzielnicach. Z tego powodu z dniem 1 stycznia 1986 z dzielnic Hellersdorf, Kaulsdorf i Mahlsdorf utworzono okręg administracyjny Hellersdorf, który pozostawał niezależny aż do reformy administracyjnej z 1 stycznia 2001.

## Mieszkańcy
W okręgu Marzahn-Hellersdorf nastąpiły największe spośród wszystkich okręgów administracyjnych Berlina zmiany w demografii. W obu dzielnicach średnia wieku w 1991 r. wynosiła 30,5 roku. W 2009 r. wzrosła do 42,4 za sprawą emigracji młodych mieszkańców i spadającej liczby urodzeń. W 2022 r. wartość ta wynosiła już 43,6 lat.
31 grudnia 2015 okręg administracyjny Marzahn-Hellersdorf był zamieszkiwany przez 261 954 mieszkańców na powierzchni 61,8 kilometra kwadratowego. Gęstość zaludnienia wynosiła wtedy 4239 mieszkańców na kilometr kwadratowy. 31 grudnia 2012 udział obcokrajowców wśród mieszkańców wynosił 4,6%, a osób z tłem migracyjnym 12,2%. Szacunkowo, okręg jest zamieszkały przez około 30 000 Niemców pochodzenia rosyjskiego. 30 kwietnia 2013 r. stopa bezrobocia wynosiła 11,5%.
31 grudnia 2022 okręg liczył według rejestru ludnościowego 285 678 mieszkańców.

## Gospodarka

### Przedsiębiorstwa z siedzibą w okręgu
W okręgu Marzahn-Hellersdorf znajduje się największa strefa ekonomiczna w całym Berlinie – Berlin eastside. Najważniejszymi przedsiębiorstwami mającymi tam siedzibę są:
- Alba AG
- Harry-Brot GmbH (zakład w Berlinie)
- Inventux Solar Technologies AG
- Knorr-Bremse AG (filia Berlin)
- Niles Werkzeugmaschinen GmbH

### Związek gospodarczy
Okręg gospodarczy Marzahn-Hellersdorf (niem. Der Marzahn-Hellersdorfer Wirtschaftskreis e.V.) został założony w 1991 roku. Jego mottem jest „Razem do sukcesu”. Zadania jakie sobie wyznaczyli, to wzrost zainteresowania okręgiem administracyjnym wśród przedsiębiorców, a także przedstawicieli wolnych zawodów. Zajmują się zarówno informowaniem, jak i doradztwem.

## Transport

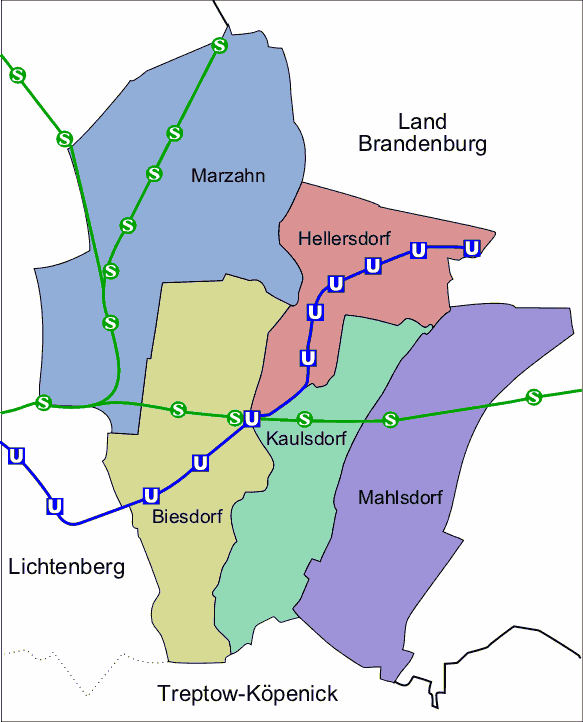
Mapa dzielnic w okręgu wraz z linią metra i szybką koleją miejską S-Bahn

Przez okręg Marzahn-Hellersdorf przebiegają następujące linie szybkiej kolei miejskiej: S5, S7 i S75, a także linie metra U5. Jest także komunikacja tramwajowa i autobusowa. 
Poprzez drogę krajową B1/B5 i B158, a także przez Landsberger Allee istnieją połączenia drogowe z autostradową obwodnicą Berlina A10 (Berliner Ring).

## Współpraca
Miejscowości partnerskie:
- Polska: Tychy
- Bawaria: Lauingen (Donau)
- Węgry: Budapeszt, dzielnica Újpest
- Wielka Brytania: Halton
- Wietnam: Hanoi, dzielnica Hoàng Mai

W sierpniu 2022 r. została zakończona współpraca z:
- Białoruś: Mińsk, rejony Partyzański i Październikowy